# Edelbert Rey
Edelbert Rey (* 25. Oktober 1929) ist ein ehemaliger deutscher Fußballspieler. Der Offensivspieler absolvierte beim VfL Neckarau und Preußen Münster in den damals erstklassigen Oberligen Süd und West von 1951 bis 1961 insgesamt 229 Ligaspiele, in denen er 56 Tore erzielte.

## Laufbahn als Fußballer

### Nordbaden, bis 1952
Aufgewachsen ist Edelbert Rey in Plankstadt, fußballerisch hat er sich bei der dortigen Eintracht Plankstadt entwickelt. In der Runde 1949/50 gewann er mit seinen Mannschaftskameraden die Meisterschaft in der Kreisklasse B und stieg in die A-Klasse Mannheim auf. Als Aufsteiger erreichte Plankstadt 1950/51 mit dem jungen Spielmacher und Torschützen den dritten Rang. Seine Leistungen ragten weit über die A-Klasse hinaus, so dass Rey zur Saison 1951/52 vom Oberligisten VfL Neckarau ein Vertragsangebot erhielt. Der Mannheimer Stadtteilverein suchte verzweifelt einen Nachfolger für den am 14. Januar 1951 tödlich verunglückten Nationalspieler Fritz Balogh. Er sollte sofort die sportliche Lücke schließen, aber auch nicht mit großen finanziellen Aufwendungen verbunden sein. Da kam das Halbstürmertalent aus Plankstadt gerade recht.
Neckarau eröffnete die Oberligarunde 1951/52 mit einer 0:3-Heimniederlage gegen den VfB Stuttgart. Vor 8.000 Zuschauern erlebte der Neuzugang aus Plankstadt auf Halbrechts an der Seite der Gramminger Zwillinge Karl und Martin, den mutigen Sprung aus der Kreisklasse in die Oberliga. Auf gegnerischer Seite hatte er es jetzt mit Könnern wie Erich Retter und Robert Schlienz zu tun; da war die individuelle Klasse zur vorherigen A-Klasse schon beträchtlich. Nach der Hinrunde zierte Neckarau mit 8:22 Punkten den 16. und letzten Platz der Tabelle. Mit 17:43 Punkten stieg Neckarau am Rundenende in die 2. Liga Süd ab. Rey, ein technisch starker und taktisch kluger Halbstürmer, hatte alle 30 Ligaspiele bestritten und vier Tore an der Seite von Willi Preschle und den Gramminger-Zwillingen erzielt. Als „Balogh-Nachfolger“ antreten zu müssen, hatte dem Nachwuchstalent sicherlich nicht geholfen; den Sprung aus der A-Klasse in die Oberliga bewältigte er aber mit seinen Berücksichtigungen für die gesamten 30 Ligaspiele aber schon.
Nach nur einer Saison in Neckarau in der Oberliga Süd nahm Rey zur Saison 1952/53 das Angebot von Preußen Münster an und wechselte zum West-Vizemeister des Jahres 1951.

### Münster, 1952 bis 1961
Im Münsterland gehörte der Student der Philologie sofort unter Trainer Willi Multhaup der Stammbesetzung der Adlerträger an, genau so wie die weiteren Neuzugänge Alfred Kelbassa und Alwin Jenatschek. In beiden Spielen gegen den Meister Borussia Dortmund erreichte der SCP ein Unentschieden; im Preußenstadion ein 3:3, im Stadion Rote Erde ein 1:1. Konstanz brachte Münster nicht zustande. Mit 32:28 Punkten wurde der 7. Rang belegt; Rey hatte in 29 Ligaspielen zehn Tore erzielt und in der Regel mit Felix Gerritzen, Kelbassa, Siegfried Rachuba und Josef Lammers auf Halbrechts den Preußen-Angriff gebildet. Die zu Fortuna Düsseldorf gewechselten Gramminger-Zwillinge belegten mit der Fortuna den 9. Rang. In seinem zweiten Jahr in Münster kam mit Ludwig Tretter ein neuer Trainer und im Angriff sollte Josef Seemann von Bayern München den Horst-Emscher-Heimkehrer Kelbassa ersetzen. Gewann Münster in der Hinrunde noch mit 2:0 gegen den 1. FC Köln, wurden die Preußen in der Rückrunde beim neuen Westmeister mit 1:8 deklassiert. Am 6. Dezember 1953 hatte Münster noch mit einem 3:0-Heimerfolg gegen Rheydt, punktgleich mit dem 1. FC Köln mit je 21:9 Punkten, den inoffiziellen Titel des Herbstmeisters errungen. Trotzdem erreichte Münster mit 33:27 Punkten den vierten Rang, aber jetzt mit acht Punkten Rückstand zu Köln. Rey war in 25 Spielen aufgelaufen und hatte als Verbinder sieben Tore erzielt.
Danach dümpelten die Preußen im Mittelmaß der Tabelle herum. Rey erzielte in den Runden 1955/56 acht, 1956/57 neun und 1957/58 wiederum acht Tore. Er erlebte die Arbeit der Trainer Paul Böhm, Günter Hentschke und ab 1958/59, die Arbeitsweise von Kuno Klötzer. Den Weg an die Tabellenspitze in der Oberliga West gelang aber nicht, auch nicht mit neuen Mitspielern wie Heribert Kania, Adolf Scheidt, Herbert Eiteljörge, Helmut Tybussek, Hermann Lulka, Gerd Cyliax, Falk Dörr, Harald Beyer und Klaus Bockisch. Mit einer 0:3-Heimniederlage vor 25.000 Zuschauern verabschiedete sich der Mann aus Plankstadt am 5. März 1961 von Münster und der Oberliga West. Er hatte nochmals als Halbrechts mit Flügel Hermann Lulka die rechte Angriffsseite der Preußen gebildet.
Nach insgesamt 229 Oberligaeinsätzen mit 56 Toren beendete die Münsteraner Spielerpersönlichkeit im Sommer 1961 ihre Laufbahn.